# Tiergärtnertor

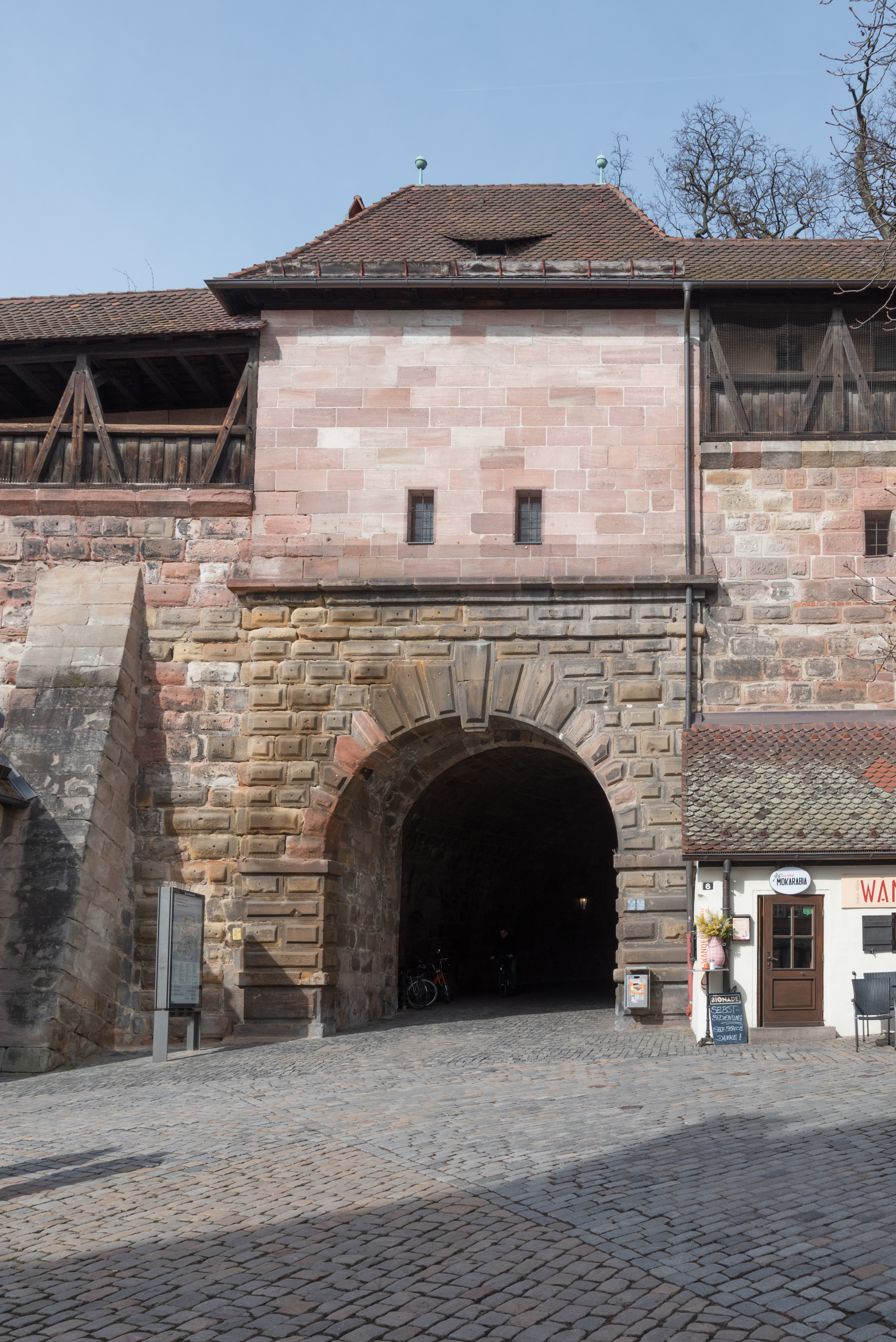
Tiergärtnertor, 2017

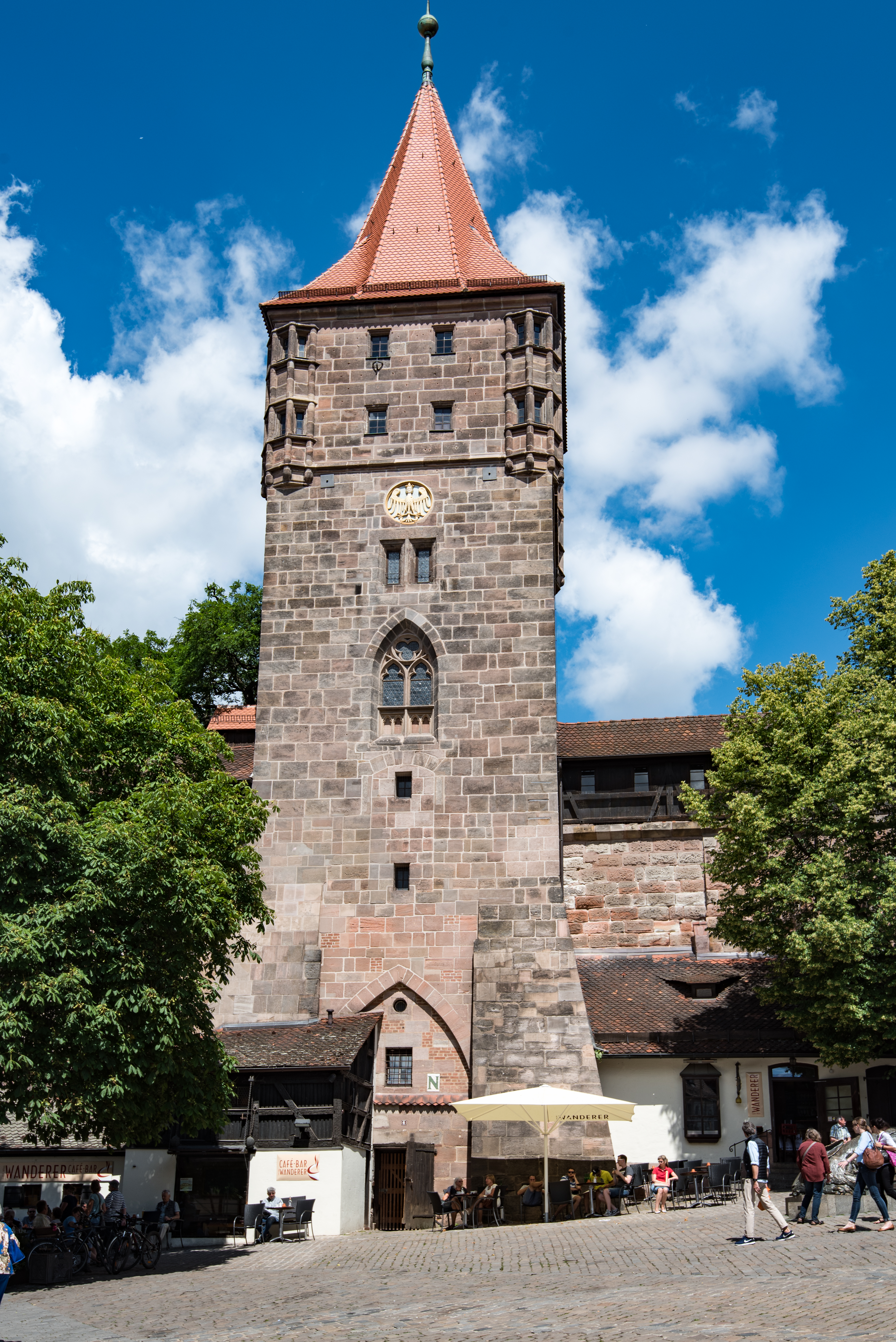
Tiergärtnertorturm, 2017

Das Tiergärtnertor in Nürnberg ist ein Tor und Bestandteil der Nürnberger Stadtmauer. 
Der Name des Tores hat seinen Ursprung aufgrund eines ehemaligen Wildgeheges des Burggrafen im nahen Stadtgraben.

## Lage und Umgebung

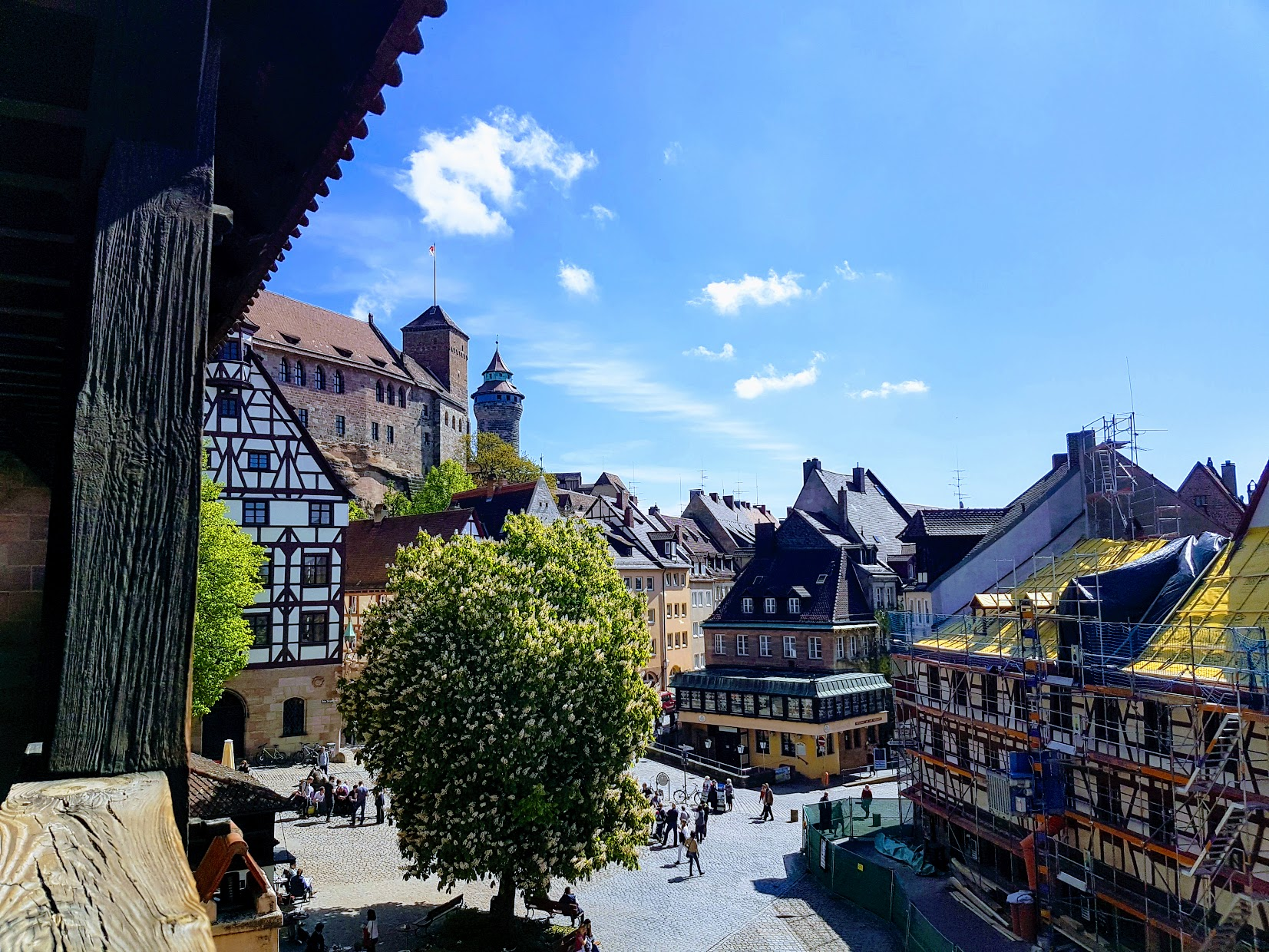
Tiergärtnertorplatz (2017)

Das Tor liegt südlich der Kaiserburg und nordwestlich des Tiergärtnertorplatzes, eines beliebten Touristenziels in der Sebalder Altstadt. Von dort führen vier Gassen strahlenförmig den Berg hinunter. Das Tor ist umgeben von einem Ensemble aus Fachwerkhäusern und Sandsteinbauten, zu denen das Albrecht-Dürer-Haus und das sogenannte Pilatus-Haus zählen. Seine Adresse lautet Neutormauer 27, die alte Bezeichnung für den Torturm war Grün N.

## Geschichte
Das spitzbogige Tiergärtnertor besteht aus einem Torturm mit quadratischem Grundriss, dessen Ursprung auf das späte 13. Jahrhundert geschätzt wird und der eine Barbakane als Vorwerk besaß. Es war das Haupttor Nürnbergs in Richtung Nordwesten. Dort begannen die Wege nach Erlangen, Bamberg, Thüringen und Sachsen. Zwei Obergeschosse mit Polygonalerkern wurden 1516 aufgesetzt.  
Als Mitte des 16. Jahrhunderts die Burgbastei neu gebaut wurde, verschwand das Vorwerk; westlich wurde eine Zufahrt eingerichtet, die durch einen gekrümmten Tunnel führt; das ursprüngliche Tor wurde zugemauert. 1894 wurde das äußere Tor stark vergrößert.
Das Germanische Museum nutzte den Tiergärtnertorturm ab 1852 als Depot für seine ersten Ausstellungsstücke.
Das Tiergärtnertor ist eine Station der Historischen Meile Nürnberg.

## Historische Abbildungen

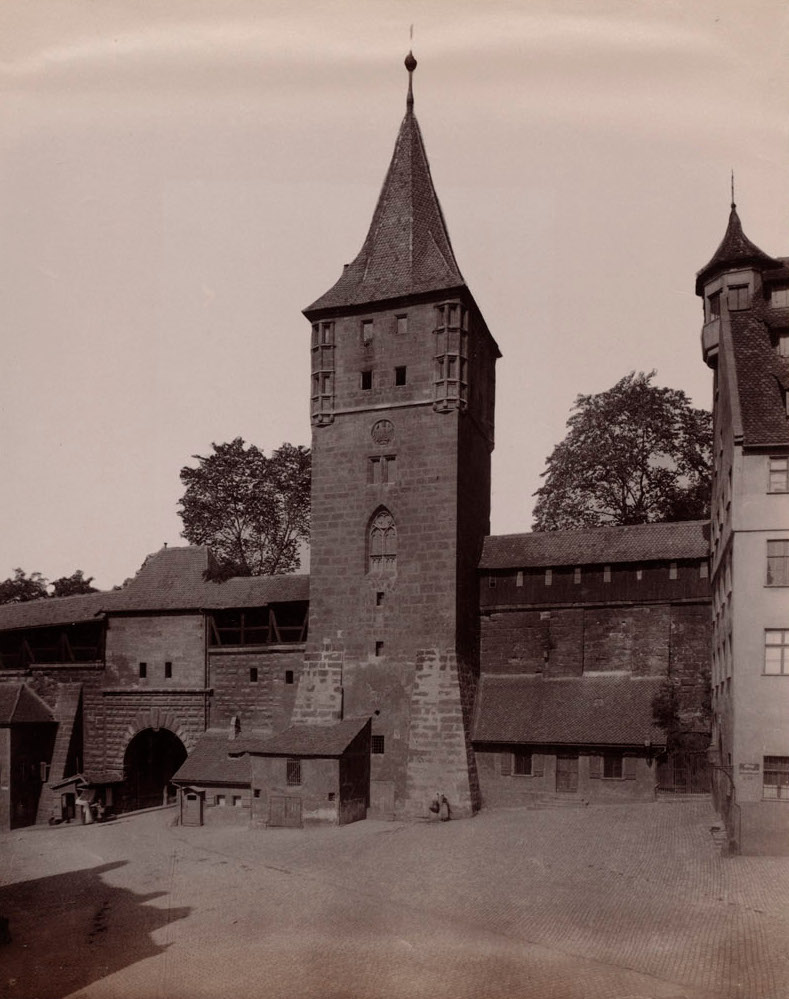
Tiergärtnertor und der Tiergärtnertorturm, Fotografie aus den 1890er Jahren
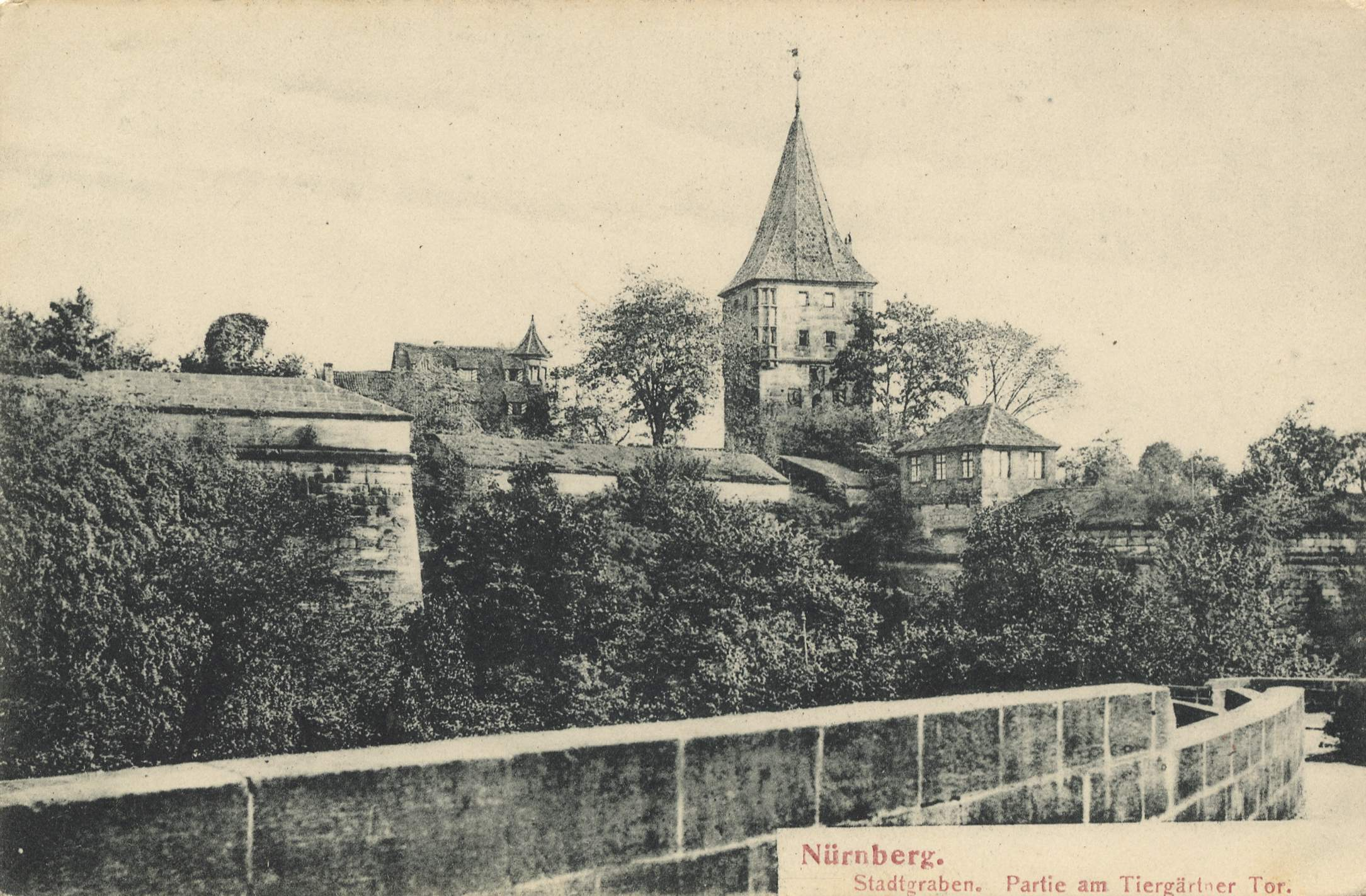
Stadtgraben und Tiergärtnertorturm, Postkarte um 1900
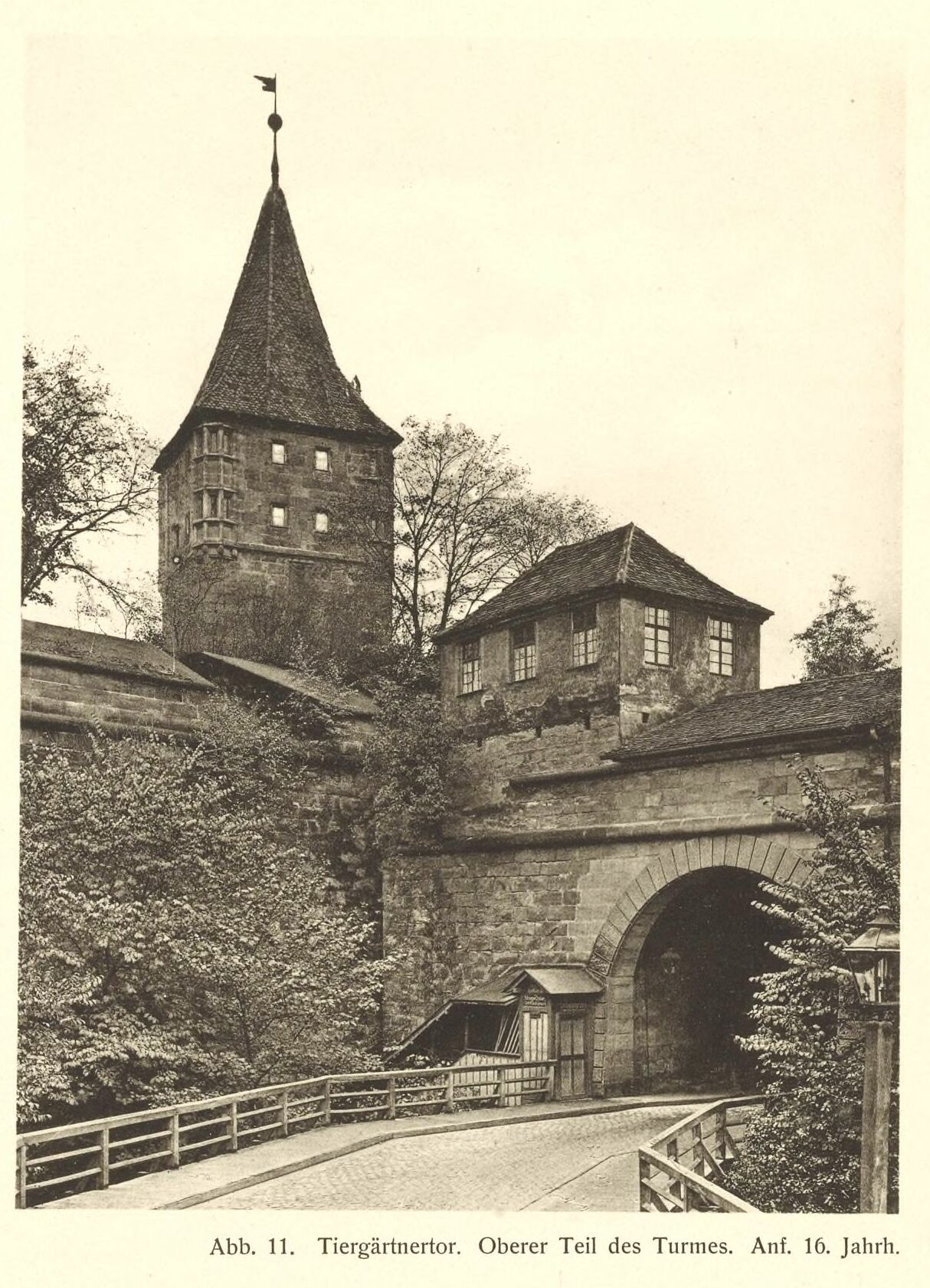
Das Tiergärtnertor von außerhalb der Stadtmauer, 1906